# Канал связи
Канал связи — совокупность технических средств для передачи информации от отправителя (от оконечного устройства) к получателю (к другому оконечному устройству). Техническими средствами являются усилители, различного рода преобразователи, электрические фильтры, кабели, антенны и другие устройства. Информация по каналу связи может передаваться в один или несколько пунктов, расположенных по пути следования сигнала, или по разветвлённой сети пунктов.
В зависимости от среды распространения различают каналы связи проводные (воздушные, кабельные, в том числе волоконно-оптические) и беспроводные (радиоканалы и оптические каналы). Связь между значительно удалёнными оконечными устройствами (дальняя связь) обычно осуществляется по составным каналам, включающих проводные и беспроводные каналы.

## Терминологические особенности
В зависимости от контекста синонимом термина канал связи может быть термин линия связи. Вместе с тем линия связи рассматривается как составная часть канала связи — иногда в состав протяжённого канала связи включается несколько линий связи разных типов (проводные и беспроводные). Кроме того, часто одна и та же линия связи применяется для передачи сигналов, принадлежащих нескольким каналам связи.
В канале связи сигнал передаётся от некоторой точки A системы связи до точки B, при этом точки A и B могут быть выбраны произвольно, лишь бы между ними проходил сигнал. Часть системы связи, расположенная до точки A, является источником сигнала для этого канала.

## Классификация
Каналы связи в зависимости от среды распространения:
- проводные: воздушные, кабельные, в том числе волоконно-оптические[1];
- беспроводные:
  - радиоканалы: наземные, атмосферные (использующие свойства атмосферы на разных высотах, например, тропосферное и ионосферное распространение), спутниковые, космические;
  - оптические каналы[1];
  - инфракрасные каналы.

Каналы связи в зависимости от направления передачи информации:
- симплексные — сигнал передаётся только в одном направлении (например, телевизионные каналы);
- полудуплексные — сигнал передаётся в обоих направлениях поочерёдно;
- дуплексные — сигнал передаётся одновременно в обоих направлениях (например, телефонные каналы).

Каналы связи:
- по характеру передаваемых сигналов[1] (или в зависимости от методов передачи сигналов[5]):
  - аналоговые;
  - цифровые;
- по характеру уровня передаваемого сигнала[6]:
  - непрерывные — входной и выходной сигналы непрерывные (по времени и по уровню) (между выходом модулятора передатчика и входом демодулятора приёмника);
  - дискретные — входной и выходной сигналы дискретные (по времени и по уровню) (между входом модулятора передатчика и выходом демодулятора приёмника);
  - непрерывно-дискретные — входной сигнал непрерывный, а выходной — дискретный (между выходом модулятора передатчика и выходом демодулятора приёмника);
  - дискретно-непрерывные — входной сигнал дискретный, а выходной — непрерывный (между входом модулятора передатчика и входом демодулятора приёмника).

В зависимости от назначения каналы связи могут разделяться на телеграфные, фототелеграфные, телефонные, звукового вещания, передачи данных, телевизионного вещания, телеметрические, смешанные и другие.

## Характеристики
Используют следующие характеристики канала:
- Время, в течение которого по каналу возможна передача {\displaystyle T_{k}};
- Полоса пропускания {\displaystyle \Delta F_{k}};
- Динамический диапазон {\displaystyle D_{k}};
- Объём {\displaystyle V_{k}}[8];
- Пропускная способность канала.

### Объём канала
Объём канала (ёмкость канала) {\displaystyle V_{k}} определяется по формуле: {\displaystyle V_{k}=T_{k}\cdot \Delta F_{k}\cdot D_{k}}.
Для передачи сигнала по каналу без искажений объём канала {\displaystyle V_{k}} должен быть больше объёма сигнала {\displaystyle V_{c}}, то есть {\displaystyle V_{k}>V_{c}}. Объем сигнала рассчитывается по формуле: {\displaystyle V_{c}=T_{c}\cdot \Delta F_{c}\cdot D_{c}}, где {\displaystyle T_{c}} — длительность сигнала, {\displaystyle \Delta F_{c}} — ширина спектра сигнала, {\displaystyle D_{c}} — динамический диапазон сигнала.
Простейший случай вписывания объёма сигнала в объём канала — это достижение выполнения неравенств {\displaystyle T_{k}>T_{c}}, {\displaystyle \Delta F_{k}>\Delta F_{c}}, {\displaystyle D_{k}>D_{c}}. Тем не менее, {\displaystyle V_{k}>V_{c}} может выполняться и в других случаях, что даёт возможность добиться требуемых характеристик канала изменением других параметров. Например, с уменьшением времени, в течение которого по каналу возможна передача, можно увеличить полосу пропускания.

### Помехоустойчивость
Помехоустойчивость — способность радиосистемы (устройства) противостоять воздействию помех (всех типов). Помехоустойчивость зависит от способов кодирования, вида модуляции, алгоритмов приёма сигналов. 
В случае передачи дискретных сообщений (цифровые системы), количественно помехоустойчивость можно характеризовать вероятностью ошибок (в простейшем случае битов) при заданном отношении сигнал/шум, то есть отношением средних мощностей сигнала и помехи в полосе частот, занимаемой сигналом. Также помехоустойчивость можно характеризовать требуемым отношением средних мощностей сигнала и помехи на входе приёмника системы, при котором обеспечивается заданная вероятности ошибки. Также вместо отношения сигнал/шум можно использовать величину Eb/N0, то есть отношение энергии сигнала, затрачиваемой на передачу одного бита, к спектральной плотности белого шума.
В случае передачи непрерывных сообщений (аналоговые системы), количественно помехоустойчивость можно оценивать величинами среднего квадрата ошибки {\displaystyle \varepsilon ^{2}} или относительного среднего квадрата ошибки {\displaystyle \delta ^{2}} или отношением средних мощностей сигнала и помехи на входе приёмника системы, обеспечивающим заданное значение этих показателей.
Средний квадрат ошибки:
{\displaystyle \varepsilon ^{2}={\frac {1}{T}}\int \limits _{0}^{T}({\widehat {x}}(t)-x(t))^{2}dt}, где
{\displaystyle {\widehat {x}}(t)} — принятый (демодулированный) сигнал, {\displaystyle x(t)} — переданный (модулирующий) сигнал, {\displaystyle T} — длительность сигнала.
Относительный средний квадрат ошибки:
{\displaystyle \delta ^{2}={\frac {\varepsilon ^{2}}{P_{x}}}}, где
{\displaystyle P_{x}={\frac {1}{T}}\int \limits _{0}^{T}x^{2}(t)dt} — средняя мощность сигнала {\displaystyle x(t)}.
При сравнительной оценке аналоговых систем часто используется понятие «обобщенный выигрыш системы»:
{\displaystyle q={\frac {\rho _{\text{вых}}}{\rho _{\text{вх}}}}{\frac {F_{x}}{F_{\text{с}}}}}, где
{\displaystyle \rho _{\text{вых}}={\frac {P_{x}}{P_{\varepsilon }}}} — отношение мощностей сообщения {\displaystyle {\widehat {x}}(t)} (демодулированного сигнала) и шума {\displaystyle \varepsilon ={\widehat {x}}(t)-x(t)} на выходе приёмника,
{\displaystyle \rho _{\text{вх}}={\frac {P_{\text{с}}}{P_{\text{ш}}}}} — отношение мощностей модулированного сигнала {\displaystyle c(t)} и шума {\displaystyle n(t)} на входе приёмника,
{\displaystyle F_{x}} — ширина спектра сообщения {\displaystyle x(t)}, {\displaystyle F_{c}} — ширина спектра модулированного сигнала.

### Помехозащищенность
Помехоустойчивость — способность радиосистемы (устройства) противостоять воздействию помех определенного типа. Под помехами как правило понимаются радиоэлектронное противодействие и индустриальные помехи.

## Математические модели канала
Канал связи описывается математической моделью, задание которой сводится к определению математической модели связи входного {\displaystyle s_{1}} и выходного {\displaystyle s_{2}} сигналов, характеризующейся оператором {\displaystyle L}, то есть
{\displaystyle s_{2}=L(s_{1})}.
По типу замирания сигнала модели канала связи делятся на релеевские, райссовские и с замираниями, моделируемые с помощью распределения Накагами.

### Модели аналогового канала
Модели непрерывных каналов можно классифицировать на модель идеального канала, модель канала с аддитивным шумом, модель канала с неопределенной фазой сигнала и аддитивным шумом и модель канала с межсимвольной интерференцией и аддитивным шумом.
Идеальный канал
Модель идеального канала используется тогда, когда можно пренебречь наличием помех. При использовании этой модели выходной сигнал {\displaystyle s_{2}} является детерминированным, то есть
{\displaystyle s_{2}(t)=k~s_{1}(t-\tau )}
где {\displaystyle k} — константа, определяющая коэффициент передачи, {\displaystyle \tau } — постоянная задержка.
Канал с аддитивным шумом
Модель канала с аддитивным шумом отличается от модели идеального канала тем, что в канале связи имеется шум, который складывается с полезным сигналом:
{\displaystyle s_{2}(t)=k~s_{1}(t-\tau )+n(t),}
где {\displaystyle n(t)} — аддитивный шум, в качестве которого как правило принимается белый гауссовский шум.
Канал с неопределённой фазой сигнала и аддитивным шумом
Модель канала с неопределённой фазой сигнала и аддитивным шумом отличается от модели канала с аддитивным шумом тем, что {\displaystyle \tau } является случайной величиной. Например, если входной сигнал {\displaystyle s_{1}(t)=A(t)\cos(\omega t+\phi (t))} является относительно узкополосным, то сигнал {\displaystyle s_{2}(t)} на выходе канала с неопределённой фазой сигнала и аддитивным шумом определяется следующим образом:
{\displaystyle s_{2}(t)=k~s_{1}(t-\tau )+n(t),}
где
{\displaystyle s_{1}(t-\tau )=A(t-\tau )\cos(\omega t+\phi (t-\tau )-\theta ),}
где
{\displaystyle \theta =\omega \tau } — случайная величина с равномерным распределением от {\displaystyle 0} до {\displaystyle 2\pi }.
Канал с межсимвольной интерференцией и аддитивным шумом
Модель канала с межсимвольной интерференцией и аддитивным шумом учитывает появление рассеяния сигнала во времени из-за нелинейности фазо-частотной характеристики канала и ограниченности его полосы пропускания, то есть например, при передаче дискретных сообщений через канал на значение выходного сигнала будут влиять отклики канала не только на переданный символ, но и на более ранние или более поздние символы. В радиоканалах на возникновение межсимвольной интерференции влияет многолучевое распространение радиоволн.

### Модель дискретного канала
Для задания модели дискретного канала необходимо определить множество входных и выходных сигналов, а также распределение условных вероятностей выходного сигнала при заданном входном. Входными и выходными сигналами являются последовательности кодовых символов.